# Мала Трапинска
Мала Трапинска (хрв. Mala Trapinska) је насељено место у општини Сухопоље, Вировитичко-подравска жупанија, Хрватска.

## Историја
До територијалне реорганизације у Хрватској била је у саставу старе општине Вировитица.

## Становништво
У попису становништва из 2011. године, Мала Трапинска је имала 62 становника.
| Број становника према пописима | Број становника према пописима | Број становника према пописима | Број становника према пописима | Број становника према пописима | Број становника према пописима | Број становника према пописима | Број становника према пописима | Број становника према пописима | Број становника према пописима | Број становника према пописима | Број становника према пописима | Број становника према пописима | Број становника према пописима | Број становника према пописима | Број становника према пописима |
| ------------------------------ | ------------------------------ | ------------------------------ | ------------------------------ | ------------------------------ | ------------------------------ | ------------------------------ | ------------------------------ | ------------------------------ | ------------------------------ | ------------------------------ | ------------------------------ | ------------------------------ | ------------------------------ | ------------------------------ | ------------------------------ |
| 1857                           | 1869                           | 1880                           | 1890                           | 1900                           | 1910                           | 1921                           | 1931                           | 1948                           | 1953                           | 1961                           | 1971                           | 1981                           | 1991                           | 2001                           | 2011                           |
| 0                              | 0                              | 0                              | 0                              | 0                              | 0                              | 0                              | 251                            | 229                            | 236                            | 198                            | 155                            | 123                            | 91                             | 79                             | 62                             |

Напомена: Исказује се као насеље од 1948. Године 1931. исказано у саставу насеља под именом Трапинска. Године 1991. смањено издвајањем дела Велике Трапинске у истоимено самостално насеље.